# MFI World Pairs
Het MFI World Pairs, was een jaarlijks officieus wereldkampioenschap voor (vrije) koppels georganiseerd door de BDO. De eerste winnaars waren John Lowe en Bob Anderson in 1986. In 1987 wonnen Eric Bristow en Peter Locke de titel. De laatste winnaars van het toernooi waren Jocky Wilson en Ritchie Gardner in 1988.

## Winnaars MFI World Pairs
| Editie | Locatie                 | Winnaar                      | Sets | Verliezend finalist             |
| ------ | ----------------------- | ---------------------------- | ---- | ------------------------------- |
| 1986   | Paddocks, Canvey Island | John Lowe Bob Anderson       | 3–0  | Eric Bristow Peter Locke        |
| 1987   | Paddocks, Canvey Island | Eric Bristow Peter Locke     | 3–2  | John Lowe Tony Payne            |
| 1988   | Paddocks, Canvey Island | Jocky Wilson Ritchie Gardner | 3–0  | Mike Gregory Lars Erik Karlsson |